# Elbersreuth
Elbersreuth ist ein Gemeindeteil des Marktes Presseck im Landkreis Kulmbach (Oberfranken, Bayern). Elbersreuth liegt in der Gemarkung Heinersreuth.

## Geografie
Das Dorf liegt zweieinhalb Kilometer nördlich von Presseck sowie zwei Kilometer westlich von Heinersreuth. Elbersreuth befindet sich in südwestlicher Hanglage in einem Bergsattel der Elbersreuther Höhe, einem 626 Meter hohen Bergrücken. Das Dorf steht inmitten einer größeren Rodungsinsel, die über einem zur Wilden Rodach nach Norden hin abfallenden Steilhang liegt. Elbersreuth ist lediglich über eine Gemeindeverbindungsstraße erreichbar, die einen halben Kilometer östlich des Ortes an der Staatsstraße 2211 beginnt und nach der Durchquerung des Ortes in nordwestlicher Richtung zu den Pressecker Gemeindeteilen Köstenberg und Köstenhof weiterführt, wo sie schließlich endet.

## Geschichte
Nahe der Ortsmitte befand sich früher ein dem Adelsgeschlecht der Wildensteiner gehörendes Wasserschloss, das jedoch bereits im 18. Jahrhundert verfallen ist.
Gegen Ende des 18. Jahrhunderts bestand Elbersreuth aus 25 Anwesen (3 Höfe, 1 Wirtshaus, 9 Güter, 2 Halbgütlein, 10 Tropfhäuser). Das Hochgericht sowie die Grundherrschaft übte die Herrschaft Wildenstein aus.
Mit dem Gemeindeedikt wurde Elbersreuth dem 1808 gebildeten Steuerdistrikt Heinersreuth und der im selben Jahr gebildeten Ruralgemeinde Heinersreuth zugewiesen. Am 1. Januar 1978 wurde Elbersreuth im Rahmen der Gebietsreform in die Gemeinde Presseck eingegliedert.

### Baudenkmäler
- Haus Nr. 1a: Wohnstallhaus
- Haus Nr. 18: Wohnstallhaus

Die folgenden Häuser listete Karl-Ludwig Lippert in dem Buch Landkreis Stadtsteinach von 1964 mit ihren ursprünglichen Hausnummern als Kunstdenkmäler auf. Sie sind in der Denkmalschutzliste nicht geführt, da sie entweder nicht aufgenommen, abgerissen oder stark verändert wurden.
- Haus Nr. 27 und 27a: Quergeteiltes Anwesen, die sogenannten „Schloßbauern“, hervorgegangen aus den Stallungen des abgegangenen wildensteinischen Ansitzes. Nr. 27 um 1930 vollständig neu gebaut; Nr. 27a: eingeschossiges Wohnstallhaus, verputzt massiv, mit breiter Giebelfront und steilem Satteldach, das Kernmauerwerk wohl noch spätes 15. oder frühes 16. Jahrhundert, das heutige Aussehen des Gebäudes durch Baumaßnahmen der ersten Hälfte des 19. Jahrhunderts bestimmt. Im Inneren noch schwere Holzbalkendecken.[10]

### Einwohnerentwicklung
| Jahr      | 001818 | 001819 | 001861 | 001871 | 001885 | 001900 | 001925 | 001950 | 001961 | 001970 | 001987 |
| Einwohner |        | 169    | 249    | 267    | 257    | 218    | 154    | 210    | 161    | 136    | 101    |
| Häuser    | 31     |        |        | 35     | 32     | 34     | 34     | 38     |        | 39     |        |
| Quelle    | [ 8 ]  | [ 12 ] | [ 13 ] | [ 14 ] | [ 15 ] | [ 16 ] | [ 17 ] | [ 18 ] | [ 19 ] | [ 20 ] | [ 1 ]  |

## Religion
Elbersreuth ist seit der Reformation gemischt konfessionell. Die Protestanten sind nach Heilige Dreifaltigkeit in Presseck gepfarrt, die Katholiken waren ursprünglich nach St. Jakobus der Ältere in Enchenreuth gepfarrt, seit Mitte des 20. Jahrhunderts ist die Pfarrei St. Petrus Canisius in Presseck zuständig.